# Велика гра (фільм, 1988)
«Велика гра» (рос. «Большая игра») — радянський багатосерійний художній фільм 1988 року за романом  Юліана Семенова «Прес-центр. Анатомія політичного злочину». Фільм знятий спільно з болгарськими кінематографістами.

## Сюжет
В одній з латиноамериканських країн готується військовий переворот. У Парижі вбито мільйонера Граціо, який фінансував проект єдиної енергосистеми цієї країни. Незабаром був важко поранений болгарський журналіст, після чого до розслідування підключився радянський письменник, журналіст-міжнародник Дмитро Степанов…

## У ролях
- Володимир Гостюхін —  Дмитро Степанов
- Олександр Калягін —  Соломон Шор
- Олег Басилашвілі —  Бреннер
- Леонід Бронєвой —  Верньє
- Стефан Данаїлов —  Георгій Іорданов
- Віктор Авілов —  Френк По
- Еліна Калинова —  Марі Кровс
- Васил Ранков —  Мігель Санчес  (дублює актор  Володимир Єрьомін)
- Аня Пенчева —  Мішель
- Елі Скорчева —  Гала
- Станіслав Садальський —  Папіньон
- Наум Шопов —  Майкл Велш  (дублює актор  Олександр Дем'яненко)
- Петро Слабаков —  Мартур Рамірес  (дублює актор  Іван Краско)
- Цветан Ватев —  Пепе Діас
- Васил Димитров —  Матен  (дублює актор  Ігор Дмитрієв)
- Євген Зайцев —  Барі Дігон  (дублює актор  Андрій Толубеєв)
- Марин Янев —  Лопес
- Дімітар Буйнозов —  Леопольдо Граціо
- Георгій Новаков —  Пепе Ауреліо
- Наталія Петрова —  фрау фон Валецкі, колишня дружина Леопольда Граціо
- Рудольф Фурманов —  Бенджамін Уфер
- Олександр Естрін —  Девід Ролл
- Венцислав Божинов —  Карденас
- Вадим Медведєв —  Зеккер
- Коста Цонев —  сенатор США  (дублює актор  Ігор Єфімов)
- Петро Горін —  Федір Олексійович, посол СРСР у Франції
- Стефан Ілієв —  Спасов-Вилчев, секретар посольства Болгарії у Франції
- Сулев Луйк —  Хоф
- Валентин Букін —  найманий вбивця (епізод)
- Мурман Джінорі —  режисер Руїджі

## Знімальна група
- Режисер — Семен Аранович
- Сценарист — Юліан Семенов
- Оператори — Валерій Федосов, Христо Тотєв, Атанас Тасєв
- Композитор — Олександр Кнайфель
- Художники — Володимир Свєтозаров, Богоя Сапунджиєв